# Worum geht’s hier eigentlich?
Worum geht’s hier eigentlich? ist ein deutschsprachiges Musikalbum der Schauspielerin, Sängerin und Autorin Hildegard Knef. Die Liedtexte der zwölf enthaltenen Chansons stammen von der Interpretin selbst. Komponist, Arrangeur und musikalischer Leiter von acht Titeln war Les Humphries. Bei den restlichen vier Liedern übernahm Hans Hammerschmid diese Aufgaben. Das Album erschien im Oktober 1971 als Langspielplatte auf dem Decca-Label der Teldec. Im gleichen Jahr wurden die Titel Nur mit dir und Die Schnecke als Single ausgekoppelt. Das komplette Album wurde mit zwei Bonustracks im Jahr 2005 erstmals auf CD wiederveröffentlicht.

## Entstehung

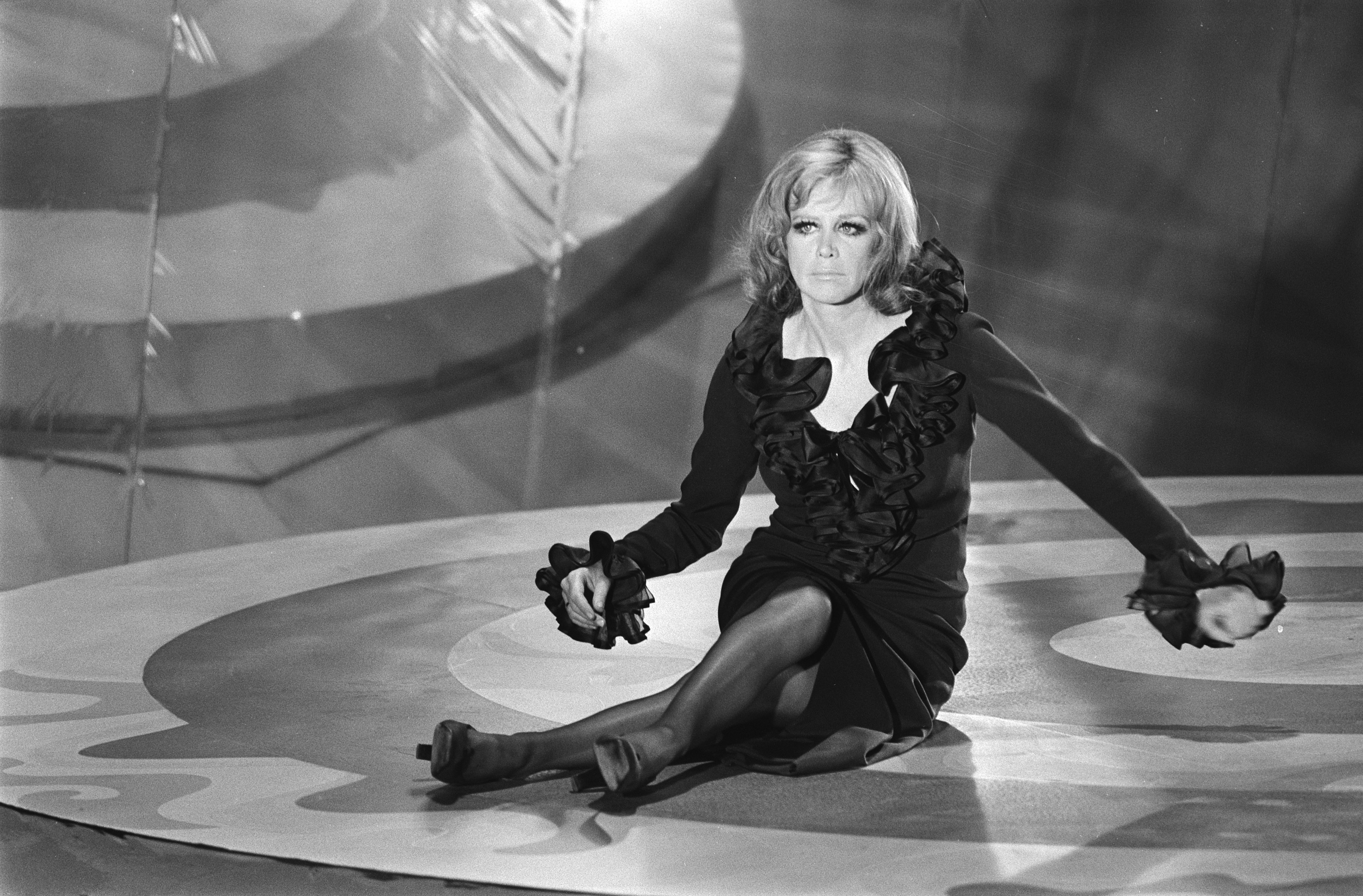
Hildegard Knef, 1970

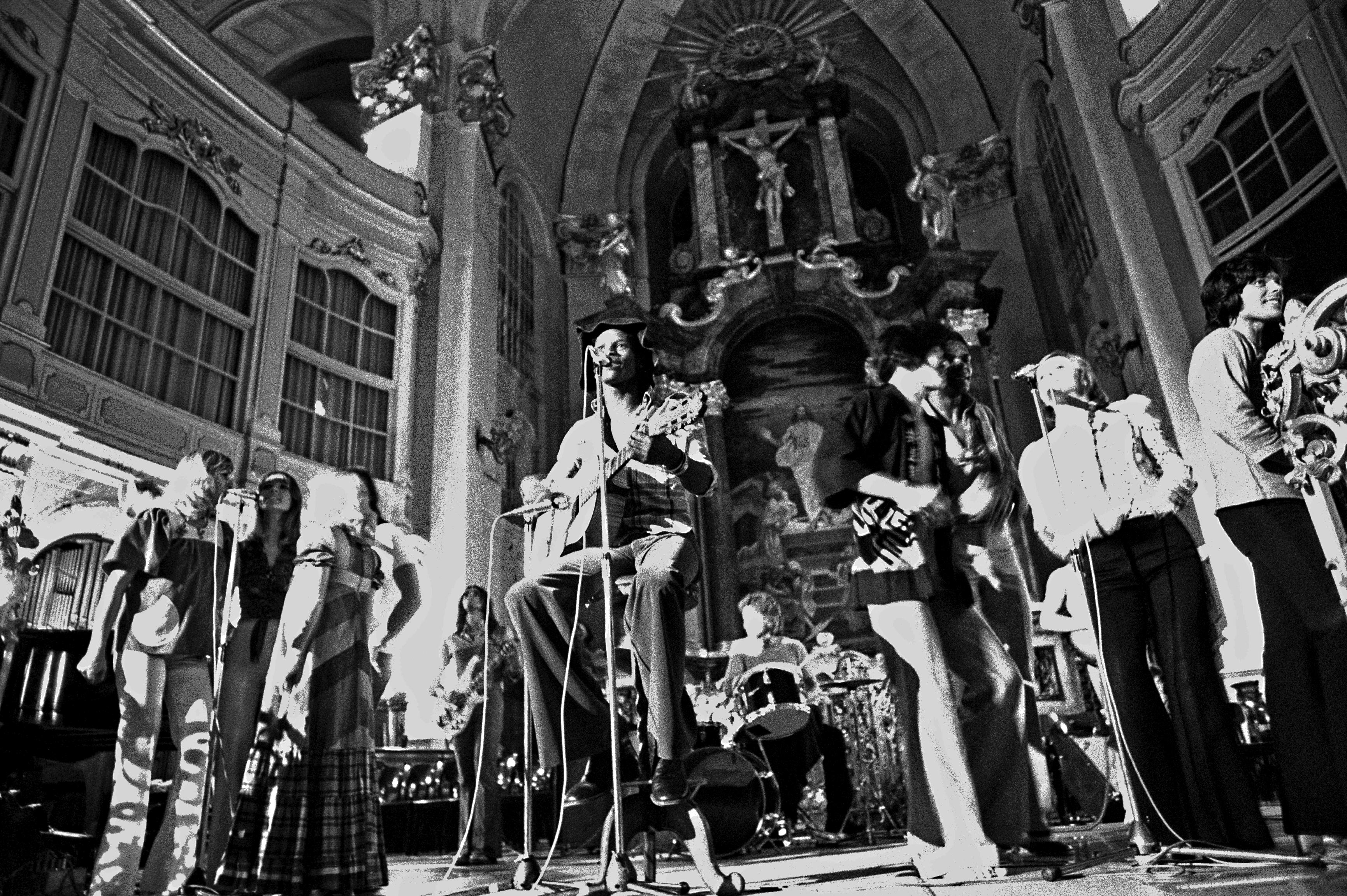
Die Les Humphries Singers, 1972

Der österreichische Komponist Hans Hammerschmid war seit 1967 Arrangeur der meisten Aufnahmen von Hildegard Knef. Aus der Feder des Autorenteams Hammerschmid und Knef stammten erfolgreiche Titel wie Für mich soll’s rote Rosen regnen und Von nun an ging’s bergab (beide 1968). In Zusammenarbeit mit Hammerschmid entstanden außerdem die Musikalben Halt mich fest (1967), Träume heißen du (1968), knef concert (1968) sowie KNEF (1970). Mit letzterem gingen Hammerschmid und Knef musikalisch neue Wege, indem sie sich an aktueller Pop-, Beat- und Folkmusik orientierten. Das nächste Studioalbum sollte neben vier Kompositionen von Hammerschmid jedoch vor allem in Zusammenarbeit mit dem britischen Musiker Les Humphries entstehen.
Die Les Humphries Singers waren eine international besetzte Gesangsgruppe, die stark von der Hippiebewegung, Musicals wie Hair und populären Gospelchören wie den Edwin Hawkins Singers beeinflusst war. Die Gruppe befand sich 1971 noch am Anfang ihrer Karriere, die Mitte der 1970er Jahre ihren Höhepunkt erreichen sollte. Obwohl Hildegard Knef bei der Zusammenarbeit die künstlerische Oberhand behielt, entstanden für die Interpretin außergewöhnlich schnelle Songs. Hildegard Knef äußerte sich im Rückblick: „Erst haben sie wirklich alle gesagt, ihr seid völlig verrückt, aber manchmal muss man einfach wahnsinnig sein und Risiken eingehen, um etwas zu erreichen und um etwas Neues in Bewegung zu setzen!“
Die Idee zu einer Zusammenarbeit mit den Les Humphries Singers entstand laut Knef in „einer Diskothek am Flughafen von Zürich. […] Meine Maschine ging um sieben Uhr früh. Wir hatten in der Nacht gearbeitet wie die Blöden, so dass keiner zum Schlafen gekommen war. In Zürich selbst gibt es keine Diskothek, da werden um Mitternacht die Bürgersteige hochgeklappt, und irgendein Taxifahrer gab mir dann den Tip mit dem Flughafen. Les Humphries habe ich das erste Mal in dieser Züricher Diskothek gehört“. Anderen Quellen zufolge entstand die Gemeinschaftsproduktion jedoch auf Nachdruck der Plattenfirma Decca, die beide Künstler unter Vertrag hatte. Die Gesangsaufnahmen der zwölf Titel fanden am 9. September 1971 in den Teldec-Studios (heute Teldex Studio) in Berlin-Lichterfelde statt. Produziert wurde das Album von dem britischen Schauspieler David Cameron, der von 1962 bis 1976 mit Hildegard Knef verheiratet war.

## Musik und Inhalt der Titel

Auf der Rückseite der Langspielplatte notierte Hildegard Knef handschriftlich die Titel. Die CD enthält folgende Bonustitel:
13. Christina (Les Humphries/Hildegard Knef/David Cameron Palastanga)*
14. Holiday Time (Hildegard Knef/David Cameron Palastanga)**
(*) Musikalische Leitung: Les Humphries
(**) Musikalische Leitung und Bearbeitung: Hans Hammerschmid

Der erste Titel, Was? Dir geht’s gut?, ist ein zeitgemäßer, ironischer Popsong zum Thema Optimismus („Was? Dir geht’s gut? Das müsste doch zu ändern sein, man könnt’ mit einer Kleinigkeit die alberne Zufriedenheit noch heute reduzieren“). Das nächste Stück, Ich erkenne dich nicht wieder, ist eine modern arrangierte Easy-Listening-Komposition, die mit vergleichsweise dezenten Chor-Einsätzen auskommt. Knefs Textzeilen beziehen sich auf eine Stadt, in die sie nach längerer Zeit zurückkehrt („Wir entdecken uns aufs neue, meine Stadt, du und ich“).
Lieber Herr, liebe Frau… ist ein episch arrangierter Track, der an Arbeiten des US-amerikanischen Komponisten Jimmy Webb erinnert. Piano und Streichinstrumente begleiten die Strophen, der Refrain wird eindrucksvoll von den Les Humphries Singers und Bläsern unterstützt. Im Text sagt Hildegard Knef mit mehr zynischen als taktvollen Worten eine Einladung in Briefform ab („Sie werden mich verstehen, ich würde Sie gern sehen, doch Sie stehlen mir einfach die Zeit“). Das folgende Stück ist eine A-cappella-Nummer, die eine kurze Fabel erzählt („Dreizehn Fische saßen bei Tische und hatten die gleiche Neuralgie“).
Der Titelsong Worum geht’s hier eigentlich?, stilistisch eine Mischung aus Hippiesong, Beat und Schlager, macht am deutlichsten, warum das Album musikalisch knapp am ästhetischen Zeitgeist vorbeizielte. Der Journalist Jan Feddersen schrieb im Begleittext der CD-Wiederveröffentlichung: „Die Tradition des Chansons beanspruchten zum Zeitpunkt der Veröffentlichung schon Liedermacher wie Reinhard Mey oder Franz Josef Degenhardt für sich, die singende und textende Diva Knef fiel durch alle Raster.“ Die titelgebende Frage beantwortet Hildegard Knef mit ironischen Worten („Worum geht’s hier eigentlich, außer dass ein jeder nicht ein jeder sein möchte?“).
Ferienzeit, aus der Feder von Hildegard Knef und Hans Hammerschmid, gehört zu den außergewöhnlichsten Tracks des Albums. In der stark vom Funk beeinflussten Nummer berichtet Knef zu einer lässigen Basslinie im Sprechgesang über die „lahme, lärmende Ferienzeit“. Dabei nimmt sie mehrmals Bezug zu aktuellen ("Heute kamen sie vom Mond zurück, ein Fallschirm ging nicht auf") und persönlichen Themen („Christina, drei Jahre alt, spielt ihre Platten, da schmiedet der Schmied das Eisen, und Safran macht den Kuchen gelb.“)
Nur mit dir ist textlich und musikalisch das traditionellste Chanson des Albums. Bei Knefs Zeilen, von einem Klavier und einem ruhigen Orchester- und Chorarrangement begleitet, handelt es sich um ein klassisches Liebeslied („Nur mit dir hat die Liebe keinen Alltag“). Such’ das Schöne ist hingegen wieder ein zeitgenössischer und optimistischer Popsong („Such das Schöne, halt dich nicht auf bei denen, die verlernten zu sehen, was schön“). Die Zeilen des Chansons Die Schnecke („Ich bin in Eile sprach die Schnecke nach Umgehung einer Ecke“) werden von einem langsamen und verträumten Arrangement begleitet.
Hans Hammerschmid kombinierte im Chanson Ein Freund den melancholischen Text („Ein Freund… mein Freund… Du bist gestorben“) mit einer folkloristischen Melodie, die von akustischer Gitarre, Klavier und Mundharmonika getragen wird und gänzlich ohne Chor auskommt. Obwohl ebenfalls von Hammerschmid komponiert, dominieren im Track Ich wart’ auf die Nacht wiederum die stimmgewaltigen Les Humphries Singers und eine moderne Perkussion.
Das letzte Stück der Langspielplatte, Schmelzen Butterblumen?, ist hingegen wieder ein ruhiger Easy-Listening-Song. Hildegard Knef, deren Tochter Christina zur Entstehungszeit des Albums drei Jahre alt war, schrieb einen Text mit verschiedenen Kinderfragen („Schläft mein Schatten, wenn ich schlaf’, was ist Ewigkeit?“) und einigen Gegenfragen („Und die Farben deiner Augen, deiner Haar’, die wie meine sind, hast du sie mir gelieh’n oder gar geschenkt?“).

### Bonustracks
Christina, größtenteils in englischer Sprache gesungen, handelt ebenfalls von Knefs Tochter. Lediglich zwei Strophen sind auf Deutsch („Christina, die dem Fremden sagt: Ich bin Christina; Christina, die den Fremden fragt: Und wer bist du?“). Unter den letzten Teil des Songs wurden Aufnahmen mit der Stimme von Knefs Tochter Christina gemischt. Bei Holiday Time handelt es sich weitestgehend um eine wörtliche Übersetzung des Stücks Ferienzeit ins Englische. Beide Liedtexte stammen von David Cameron, dem damaligen Ehemann Knefs.

## Veröffentlichungen

### Fernsehshow
Am 28. Oktober 1971, kurz vor Veröffentlichung der Langspielplatte, stellten Hildegard Knef und die Les Humphries Singers in der Fernsehshow Ich brauch’ Tapetenwechsel im ZDF neben älteren Knef-Liedern auch sieben Stücke des aktuellen Albums vor: Was? Dir geht’s gut?, Worum geht’s hier eigentlich?, Nur mit dir, Dreizehn Fische, Ich wart’ auf die Nacht, Schmelzen Butterblumen? und Such’ das Schöne. In der Sendung, die von Heiner Gautschy moderiert wurde, sagte Hildegard Knef, dass die Platte in jeder Sekunde ihres Lebens ihre Persönlichkeit spiegele – widersprüchlich, aber froh gestimmt.

### LP, Singles und CD

Auch das Cover der Single Nur mit dir (1971) wurde handschriftlich von Hildegard Knef gestaltet.

Im Oktober 1971 kam die Langspielplatte auf dem Decca-Label (Bestellnummer: SLK 16734-P) der TELDEC »Telefunken-Decca« Schallplatten GmbH in den Handel. Im gleichen Jahr erschien die Single-Auskopplung Nur mit dir / Die Schnecke (Decca D 29 134). Hildegard Knef gestaltete handschriftlich das LP- und das Single-Cover. In der Hülle des Albums befand sich ein LP-großes Porträt mit Hildegard Knefs Ehemann David Cameron und der gemeinsamen Tochter Christina auf dessen Schultern. Auf der Rückseite des Porträts war, ebenfalls handschriftlich notiert, der Text des Liedes Ferienzeit abgedruckt.
Die auf der CD-Wiederveröffentlichung befindlichen Bonustracks wurden am 13. November 1971 im Teldec-Studio in Hamburg aufgenommen. Beide Titel, in englischer und teilweise deutscher Sprache gesungen, erschienen im Dezember 1971 auf der Decca-Single Christina / Holiday Time (Bestellnummer: 84037) in Frankreich. Weder die Langspielplatte noch die Singles wurden in den damaligen Hitparaden notiert. Langfristig verbuchte das Album dennoch einen gewissen Achtungserfolg. Hildegard Knef bezeichnete das Album selbst als ihr „erfolgreichstes“, obwohl die Verkaufszahlen gegen diese Behauptung sprechen.
2005 wurden das komplette Album und die zwei Bonustracks einem Remastering unterzogen und von der Warner Music Group (Bestellnummer: 5051011-1484-2-2) auf CD veröffentlicht.

### Weitere Veröffentlichungen
Auf dem Album Texte, geschrieben und gelesen: Hildegard Knef (1972; Philips) waren Rezitationen der Texte Ich erkenne dich nicht wieder, Schmelzen Butterblumen? und Lieber Herr, liebe Frau… enthalten.

## Sonstiges
Worum geht’s hier eigentlich? war Hildegard Knefs letztes für das Decca-Label produzierte Album. 1972 bis 1980 erschienen Knefs Schallplatten bei Philips. Bis 1975 erschienen dort noch drei Alben unter der musikalischen Leitung von Hans Hammerschmid. Les Humphries komponierte und arrangierte Jahre später noch fünf Titel von Hildegard Knefs letztem Philips-Studioalbum Das ist eine Zeit… (1980; Philips). Musikalische Leiter des Albums und Komponist der sieben restlichen Titel war Kai Rautenberg.